# Гвиди, Гвидо (медик)

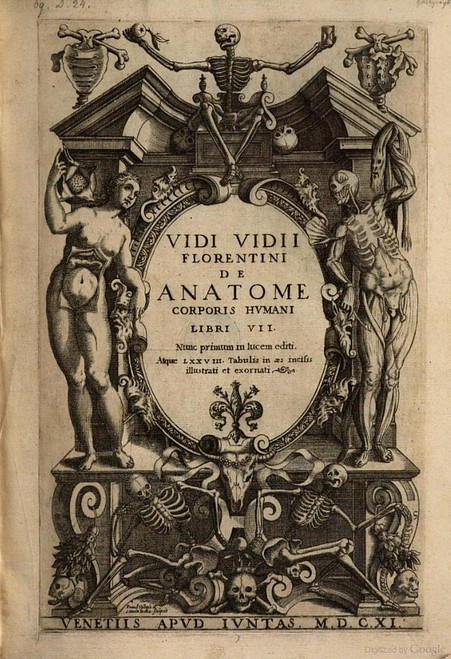
De anatome corporis humani libri VII

De curatione membratim libri, 1594

Гвидо Гвиди, известный под латинским именем Vidus Vidius (10 февраля 1509, Флоренция — 26 мая 1569, Пиза) — итальянский медик, хирург и анатом, переводчик медицинских трактатов с греческого на латынь.

## Биография
Родился в семье врача. По матери — внук художника Доменико Гирландайо.
Имел медицинскую практику, занимался хирургией в своём родном городе, и со временем стал известен не только во Флоренции, но и за рубежом. Благодаря хорошей репутации Гвиди французский король Франциск I в 1542 году пригласил его в Париж в качестве своего личного доктора. Одновременно Гвидо Гвиди в качестве профессора преподавал во вновь открытом Коллеж де Франс. Будучи в Париже, подружился с художником Бенвенуто Челлини и в 1544 году опубликовал книгу по хирургии Chirurgia, основанную на трудах Гиппократа, Галена и Орибасия. Эта книга была одной из наиболее богато проиллюстрированных изданий того времени.
После смерти Франциска I и пяти лет, проведённых в Париже, с 1547 года работал личным врачом великого герцога Тосканы Козимо I, был профессором в университете Пизы.
В 1557 году он был возведён во дворянство. Его книга по медицине, незавершённая до смерти Гвиди в 1569 году, была подготовлена к изданию его племянником Арсом Медикалином между 1596 и 1611 годами.
В середине XVI века Гвидо Гвиди (Vidus Vidius) и Ingranus впервые описали ветряную оспу как разновидность натуральной оспы. Именем медика назван нерв крыловидного канала (Видия) в черепе и артерия Vidian.
Умер 26 мая 1569 года в Пизе. Похоронен в своей фамильной гробнице во Флоренции.

## Избранные труды
- De anatome corporis humani libri VII (трактат по анатомии из семи книг, около 1560 г.)
- Chirurgia è graeco in latinum conuersa («Хирургия», перевод с греческого на латынь Гвидо Гвиди, с комментариями переводчика), Париж, 1544
- Les anciens et renommés autheurs de la médecine et chirurgie, Paris, 1634
- Galien, De fasciis libellus